# فولتا ليمبورغ الكلاسيكي 2022
فولتا ليمبورغ الكلاسيكي 2022 (بالهولندية: Volta Limburg Classic 2022)‏ هو سباق دراجات هوائية من فئة سباق يوم واحد، وهو الموسم السابع والأربعين من فولتا ليمبورغ الكلاسيكي ‏، وأقيم في 2 أبريل 2022 ضمن سباقات طواف أوروبا للدراجات 2022، وشارك فيه 145 متسابقاً ووصل إلى نهايته 72 متسابقاً.
فاز بالمركز الأول ارنو دي لاي، وبالمركز الثاني Stefano Oldani ‏، وبالمركز الثالث لويك فليجن.

## الفرق
| فرق عالمية (3)- Intermarché-Wanty-Gobert Matériaux - Jumbo-Visma - Lotto-Soudal فرق برو (5)- Alpecin-Fenix - بي آند بي هوتيلز 2022 ‏ - Bardiani-CSF-Faizanè - بنجوال باوليز ساوكس دبليو بي 2022 ‏ - سبورت فلاندرين بالويس 2022 ‏ فرق قارية (15)- Parkhotel Valkenburg CT ‏ - Diftar Continental Cyclingteam ‏ - بيت سايكلنج 2022 ‏ - Development Team DSM–Firmenich PostNL ‏ - Philippe Wagner–Bazin ‏ - ميتك-تي كي إتش مانتيل ‏ - Minerva Cycling Team ‏ - فريق ريوال للدراجات 2022 ‏ - Sauerland NRW-SKS Germany ‏ - سوبرانو هام ايزوريكس 2022 ‏ - Soudal–Quick-Step Devo Team ‏ - Team Lotto–Kern Haus ‏ - فولكر ويسيلز سيلينج تيم ‏ - كانيون ايسبرج ‏ - إكس-سبيد يونايتد ‏ |  |
| |  |

## التصنيف العام النهائي
| التصنيف العام         | التصنيف العام     | التصنيف العام | التصنيف العام                      | التصنيف العام |
| العداء                | العداء            | البلد         | الفريق                             | الوقت         |
| --------------------- | ----------------- | ------------- | ---------------------------------- | ------------- |
| 1                     | ارنو دي لاي       | بلجيكا        | لوتو سودال                         | 5 س 04 د 26 ث |
| 2                     | Stefano Oldani ‏   | إيطاليا       | Alpecin-Fenix                      | + 1 ث         |
| 3                     | لويك فليجن        | بلجيكا        | Intermarché-Wanty-Gobert Matériaux | + 1 ث         |
| 4                     | جاكوب أريكسون ‏    | السويد        | فريق ريوال للدراجات ‏               | + 1 ث         |
| 5                     | Kamiel Bonneu ‏    | بلجيكا        | سبورت فلاندرين بالويس ‏             | + 3 ث         |
| 6                     | توم دومولين       | هولندا        | Jumbo-Visma                        | + 12 ث        |
| 7                     | Filippo Fiorelli ‏ | إيطاليا       | Bardiani CSF Faizanè               | + 59 ث        |
| 8                     | يجف دي بوندت      | بلجيكا        | Alpecin-Fenix                      | + 59 ث        |
| 9                     | Elmar Reinders ‏   | هولندا        | فريق ريوال للدراجات ‏               | + 59 ث        |
| 10                    | Bart Lemmen ‏      | هولندا        | فولكر ويسيلز سيلينج تيم ‏           | + 59 ث        |
| مصدر: ProCyclingStats |                   |               |                                    |               |

## وصلات خارجية
- الموقع الرسمي
- لمحة عن سباق فولتا ليمبورغ الكلاسيكي 2022 على موقع  ProCyclingStats   (برو  سايكلنج  ستاتس) - إحصاءات  محترفي  الدراجات.
- فولتا ليمبورغ الكلاسيكي 2022 على موقع إحصائيات الدراجات الإحترافية (الإنجليزية)